# Fettlöslig
Fettlösliga, eller lipofila, är ämnen som kan lösas upp i kolvätebaserade lösningsmedel. En fettlöslig molekyl består till största delen av kolvätekedjor eller kolväteringar. Exempel på fettlösliga ämnen är fetter, vissa vitaminer och alkoholer med längre kolkedjor (omkring butanol och uppåt).
Fettlösliga ämnen måste göras vattenlösliga för att kunna lämna ett djur med urinen. För många syntetiska fettlösliga ämnen finns ingen process i djuret som kan göra dem  vattenlösliga snabbare än vad djuret får i sig ämnet via födan och följaktligen bioackumuleras ämnet i djurets fettvävnad. Även naturliga fettlösliga ämnen kan bioackumuleras till skadliga nivåer, mest känt är A-vitaminförgiftning. Historiskt drabbade det främst västerlänningar som var omedvetna om faran att äta lever från storsäl och isbjörn, medan det idag sker genom kosttillskott. 
Då kol-vätebindningar är mycket mindre polära än väte-syrebindningar attraheras fettlösliga molekyler mycket svagt av vatten, vilket innebär att  vattenlösligheten är mycket låg. Flour-kolbindningar är dock ännu mer opolära därför har fettlösliga ämnen starkare bindning till varandra än till fluorkarboner som de inte löser sig i. Ett vardagligt exempel är vatten och fett i en teflonpanna där det starkt polära vattnet avvisar fettet som i sin tur avvisar det ännu mer opolära teflonet, dvs inget fastnar i pannan. 